# Tahdzibichén (Mérida)
Tahdzibichén es una subcomisaría del municipio de Mérida en el estado de Yucatán localizado en el sureste de México a 6 km al sur del centro de la ciudad de Mérida, y perteneciente a la Zona Sujeta a Conservación Ecológica Reserva Cuxtal.

## Toponimia
El toponímico Tahdzibichén significa en maya yucateco «pozo muy escrito».

## Infraestructura y atractivo turístico
Entre la infraestructura con la que cuenta:
- Una iglesia católica
- Un parque.
- Un kínder.
- Una escuela primaria.
- Una casa comisarial.

### Hacienda de Tahdzibichén
San Antonio Tahdzibichén es una hacienda henequenera que fue fundada en 1873. El viejo casco está ubicado en el kilómetro 5 de la carretera Mérida - Timucuy, cercano a la sub-comisaría. Consta de una casa principal que presenta un color tierra agradable a la vista. Se encuentra de paso a la reserva de Cuxtal. Está convertida en centro de reuniones sociales.

## Demografía
Según el censo de 2005 realizado por el INEGI, la población de la localidad era de 678 habitantes, de los cuales 338 eran hombres y 340 eran mujeres.
| 230                         | ? | 180 | 195 | 233 | 148 | 481 | 398 | 495 | 569 | 610 | 678 |
| (Fuente: INEGI [Consultar]) |   |     |     |     |     |     |     |     |     |     |     |

## Galería

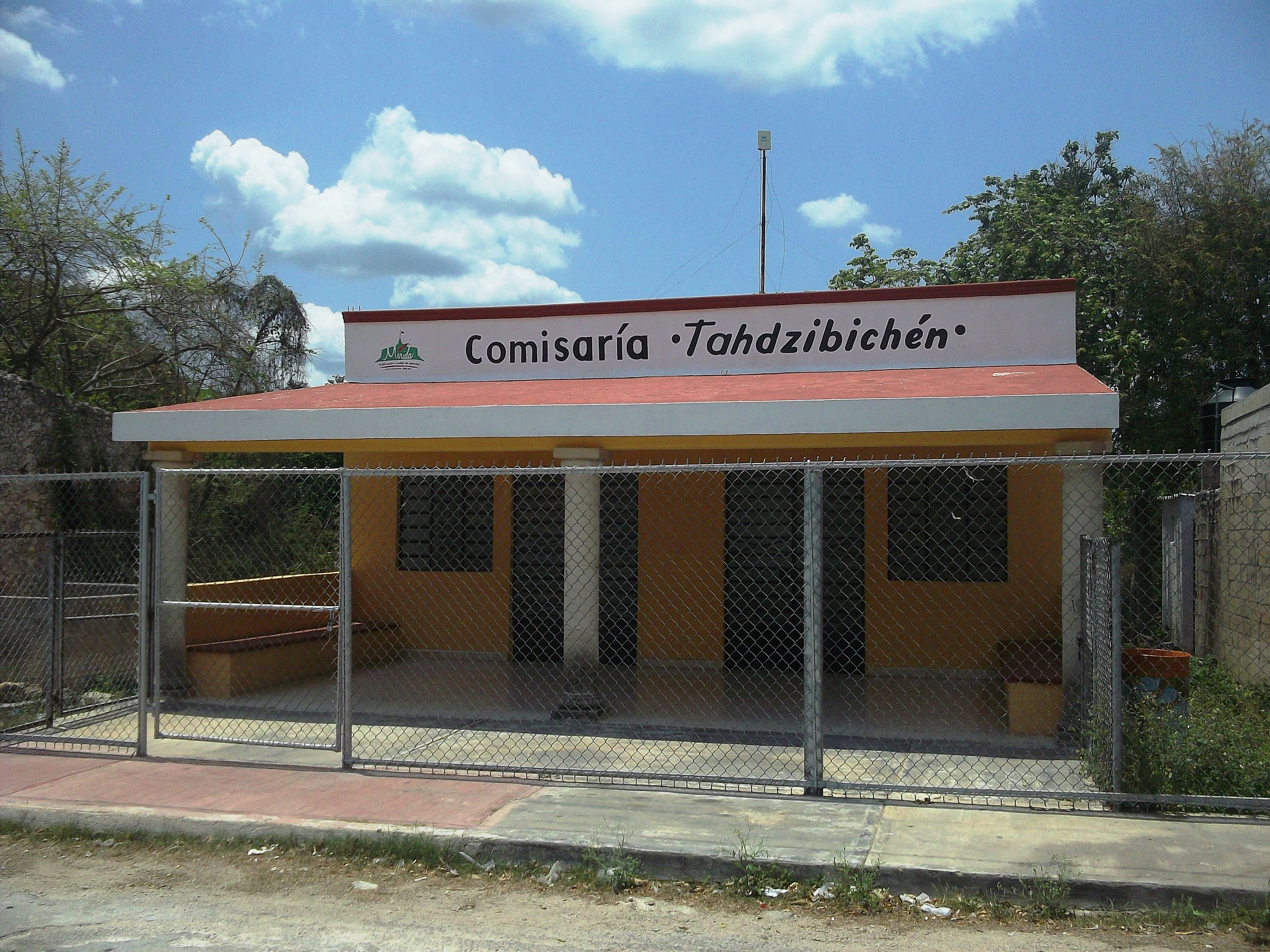
Casa comisarial de Tahdzibichén.
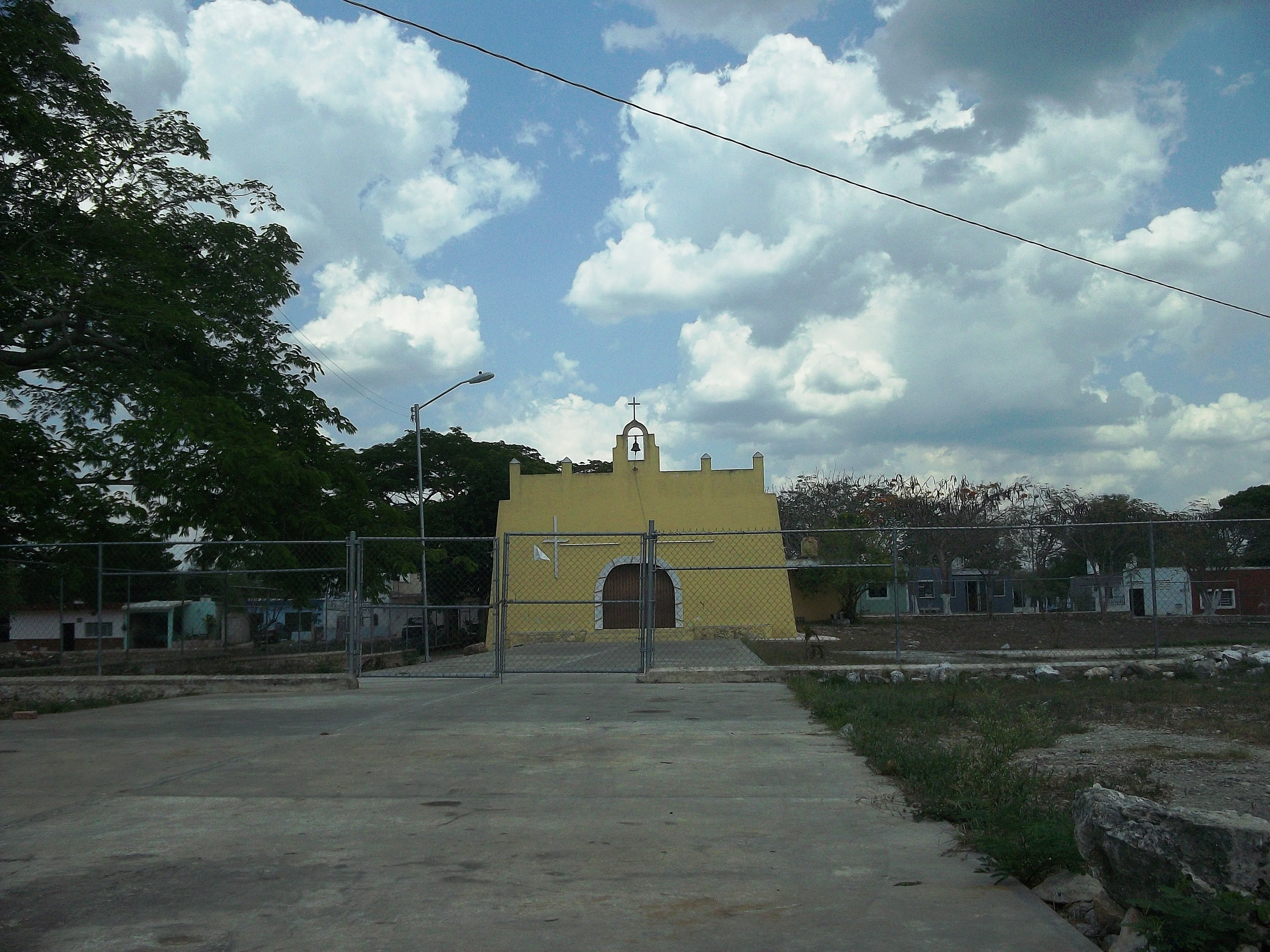
Iglesia principal de Tahdzibichén.
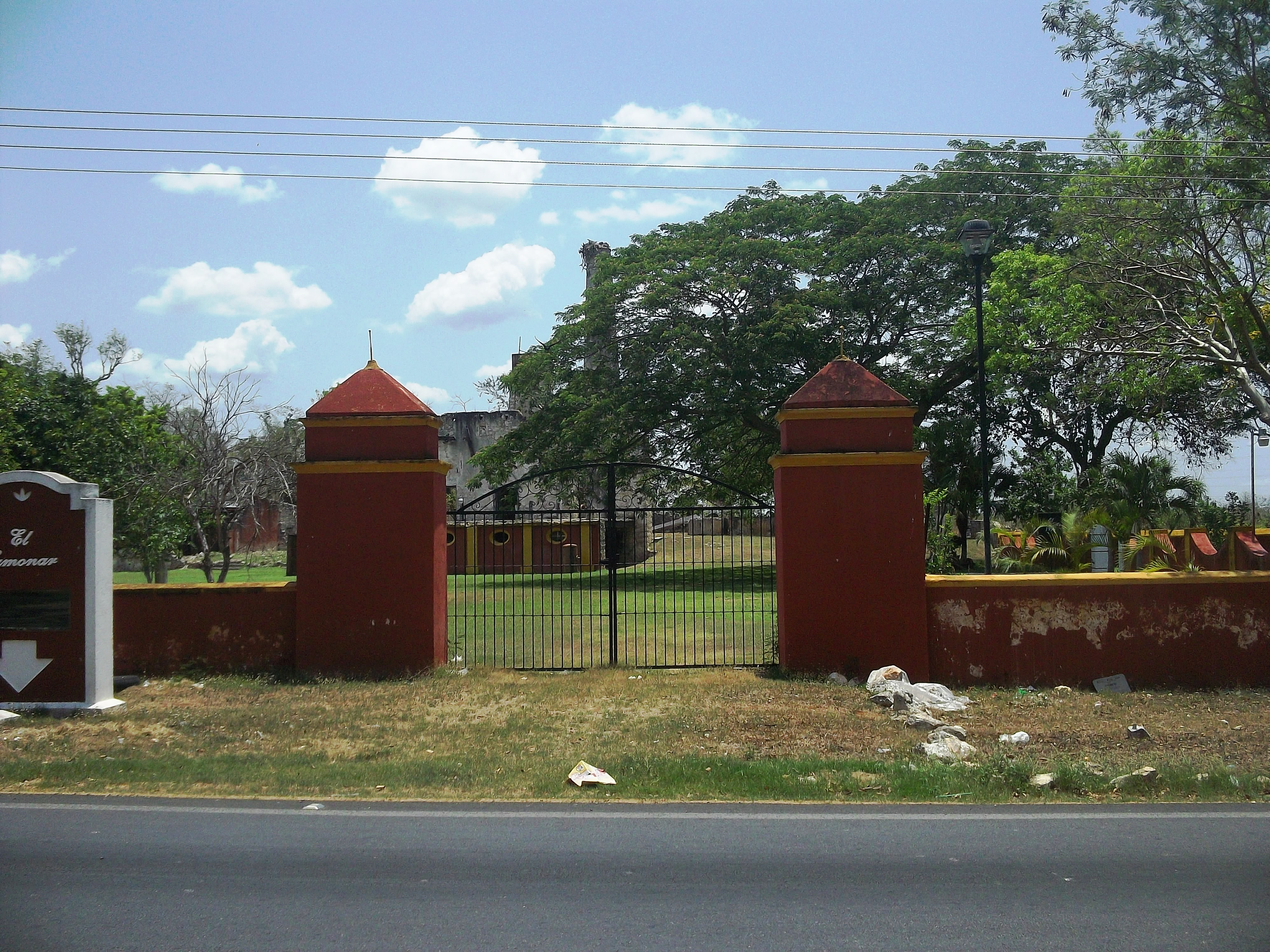
Entrada de la hacienda Tahdzibichén.
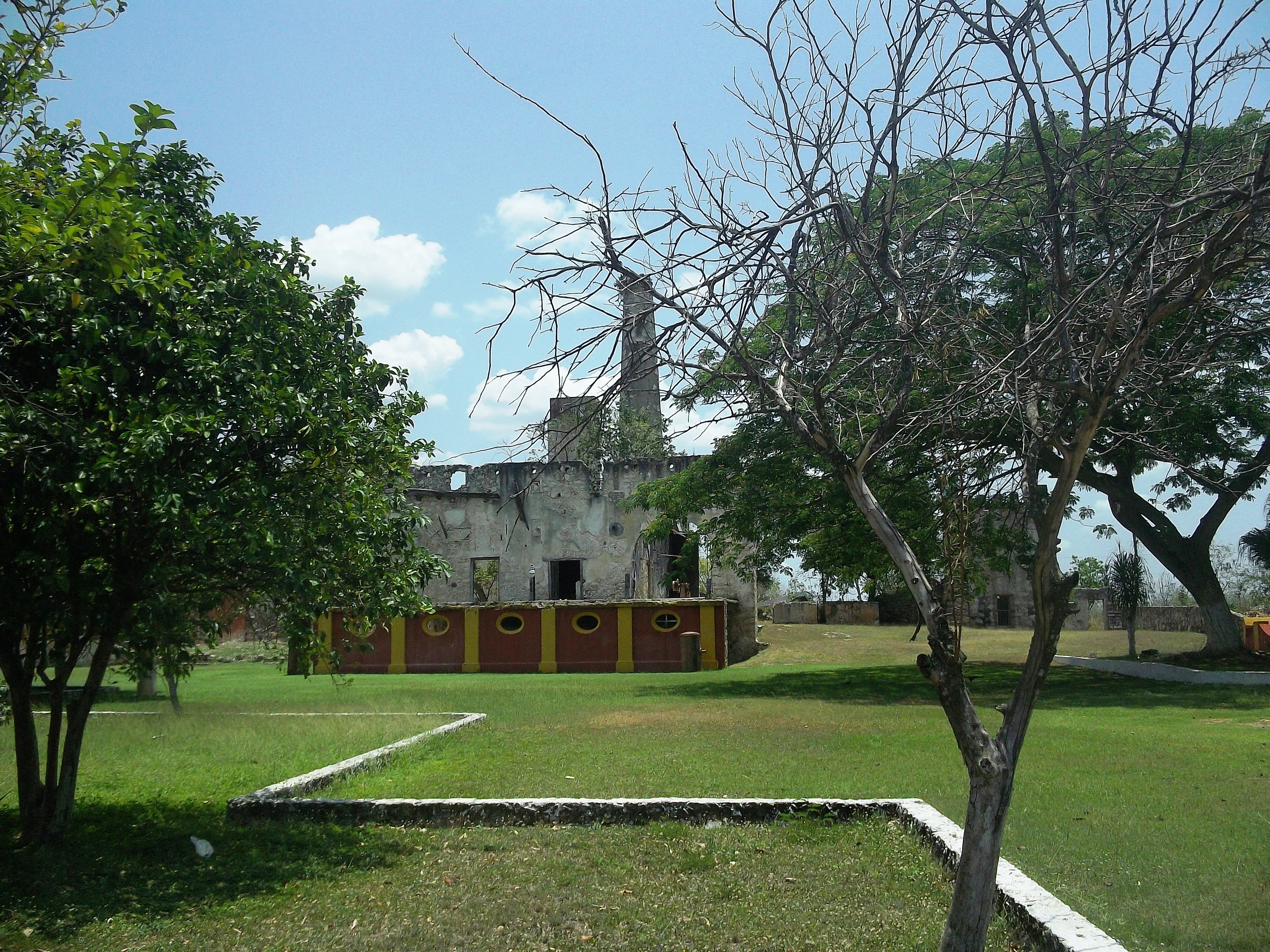
Vista de la hacienda Tahdzibichén.
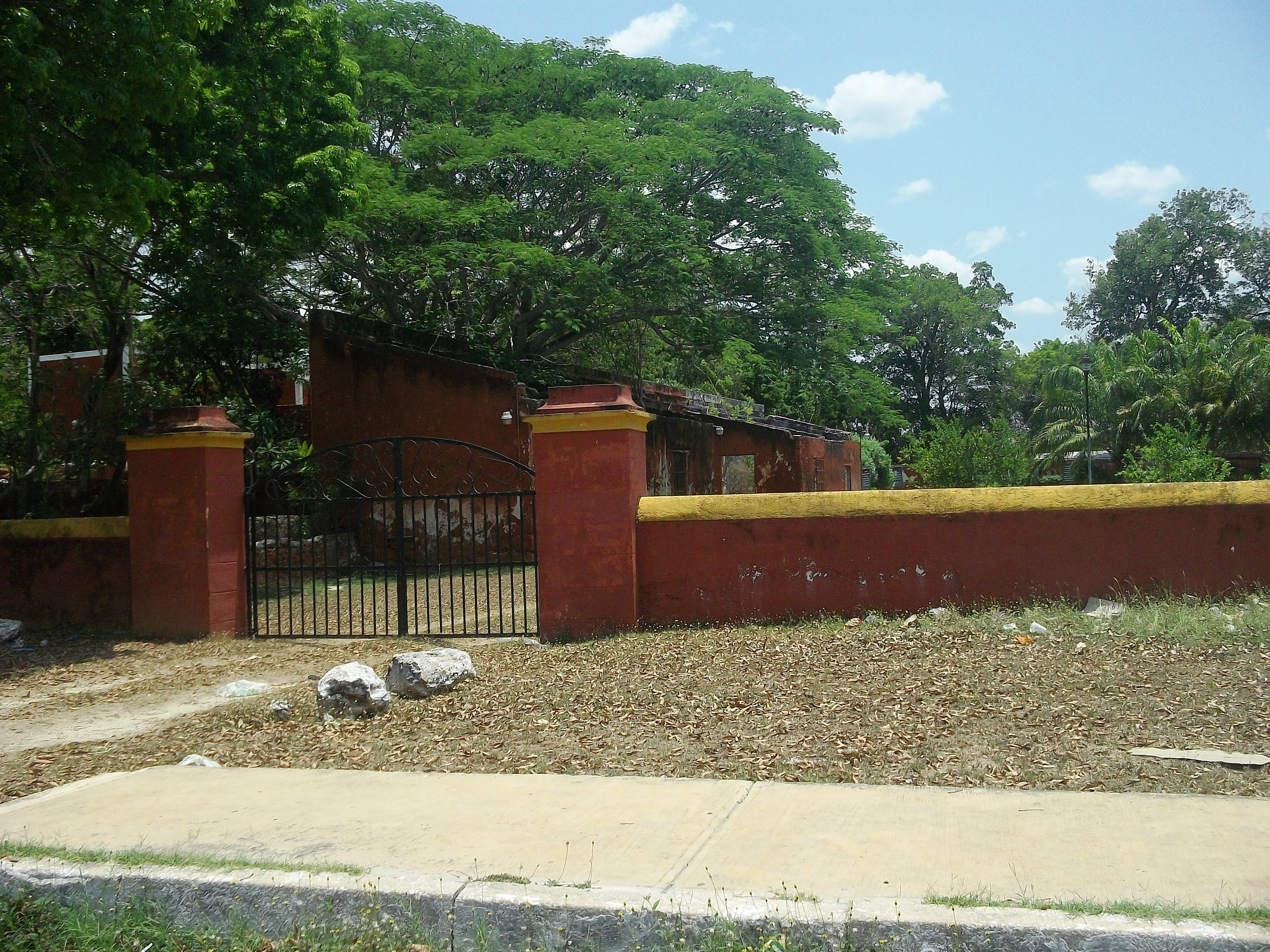
Vista de la hacienda Tahdzibichén.
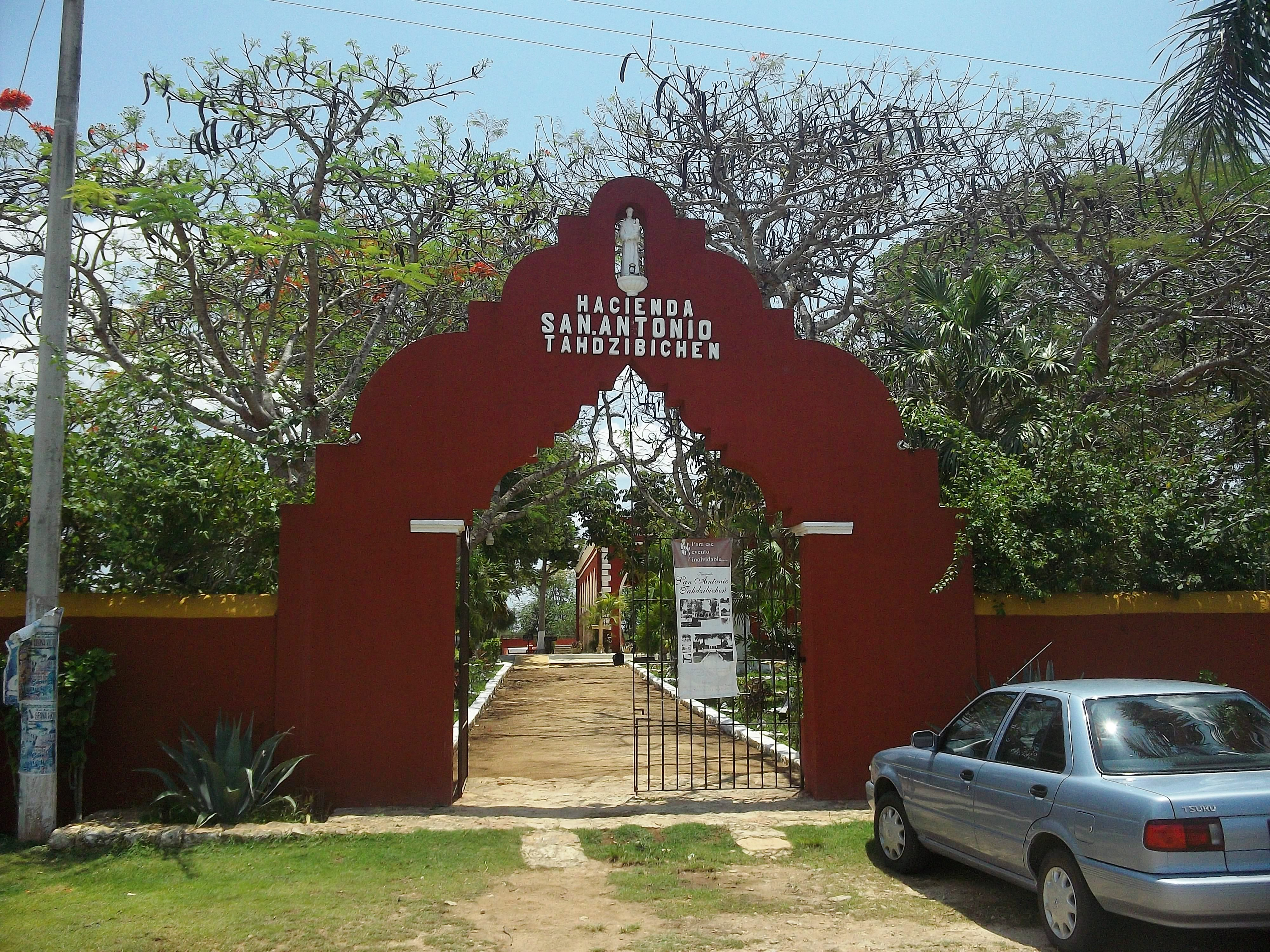
Entrada de la hacienda Tahdzibichén.